# Amphiprion nigripes
Amphiprion nigripes és una espècie de peix de la família dels pomacèntrids i de l'ordre dels perciformes.

## Morfologia
- Els mascles poden assolir 11 cm de llargària total.[2]

## Alimentació
És omnívor.

## Hàbitat
Viu en zones de clima tropical (10°N-0°N), associat als esculls de corall, a 2-25 m de fondària i en simbiosi amb l'anemone Heteractis magnifica.

## Distribució geogràfica
Es troba a l'oest de l'oceà Índic: Maldives i Sri Lanka.